# Kedaljaya
Kedaljaya is een bestuurslaag in het regentschap Karawang van de provincie West-Java, Indonesië. Kedaljaya telt 4482 inwoners (volkstelling 2010).